# مطار برلين تمبلهوف
مطار برلين تمبلهوف (بالألمانية: Flughafen Berlin-Tempelhof) (إياتا:  THF، إيكاو:  EDDI) مطار مغلق في العاصمة الألمانية برلين وبالتحديد تمبلهوف وأغلق المطار في 30 أوكتوبر 2008، يعد المطار في الترتيب 22 بين كبرى مطارات ألمانيا.افتتح 8 أوكتوبر 1923 وتبلغ مساحته 386 هكتار،يبعد 4 كم عن برلين وسعته السنوية 1.5 مليون راكب.

## مطارات برلين
- مطار برلين شونفيلد
- مطار برلين براندنبرق
- مطار برلين تيجيل
- مطار جوهانيستهال
- مطار ستاكين
- مطار راف قاتو

## احالات
1. ↑  Zum Abschied ein voller Flughafen (بالألمانية)
 نسخة محفوظة 13 مارس 2016 على موقع واي باك مشين.